# Elpidio Villaverde Rey
Elpidio Villaverde Rey (Vilagarcía de Arousa, 5 de novembre de 1887- Buenos Aires, 17 de novembre de 1962) fou un polític gallec.

## Biografia
Membre d'una família nombrosa, marxà a Buenos Aires el 1904 i coincidí en el viatge amb el poeta Antonio Zapata, amb qui organitzà un motí contrs els abusos i desatencions del capità del vaixell contra els emigrants gallecs. A l'Argentina treballà a diverses oficines comercials i el 1906 tornà a Galícia, on es dedicà al comerç. L'octubre de 1916 es casà amb Rosina Otero.
Nomenat President de la Cambra de Comerç el 24 de novembre de 1922, destacà per la creació de la Xunta de Obras do Porto i una comissió administrativa del Porto (1923). Cooperà perquè s'executessin les obres de la carretera a Cornazo (1924) i realitzà gestions per a la instal·lació del servei telefònic interurbà (1926). El 17 d'octubre de 1930 renuncià a la presidència de la Cambra.
Milità a les Irmandades da Fala i posteriorment a ORGA, per la qual fou escollit alcalde de Vilagarcía en proclamar-se la II República Espanyola, fins que fou destituït l'agost de 1934. Durant el seu mandat es va construir l'Escola de Música i un balneari. Durant el bienni negre, fou perseguit i empresonat a Cambados. A les eleccions generals espanyoles de 1936 fou elegit diputat per Pontevedra per Izquierda Republicana en la candidatura del Front Popular.
El 19 de juliol de 1936 fugí de Galícia amb l'alcalde de Boiro, Juan Somoza, dirigint-se a Portugal, on l'ambaixador espanyol Claudio Sánchez Albornoz l'ajudà perquè embarqués en un vaixell anglès camí de França, des d'on passà a Madrid, per a integrar-se al bàndol republicà.
Acabada la guerra civil, s'exilià a França i posteriorment marxà a Buenos Aires, on hi regentà el restaurant "La Casa de la Troya".
Acompanyà Castelao a Montevideo per a fundar el 15 de novembre de 1944 el Consello de Galiza, juntament amb Ramón Suárez Picallo i Antón Alonso Ríos, hi va pertànyer fins a la seva mort. Participà també a les Corts republicanes a l'exili reunides a Mèxic i a la presa de possessió dels presidents de les repúbliques de Xile i Uruguai.
També va prendre part en el primer Congrés de l'Emigració Gallega celebrat a Buenos Aires el 1956. Després de la seva mort sobtada el 17 de novembre de 1962 fou vetllat al Centro pontevedrés i enterrat al Mausoleu del Centro Gallego. Les seves cendres foren dutes a Vilagarcía el 1988.